# Дневниците на вампира
 Тази статия е за сериала.  За поредицата от книги вижте Дневниците на вампира (поредица).  
„Дневниците на вампира“ (на английски: The Vampire Diaries) е американски свръхестествен фентъзи сериал разработен от Кевин Уилямсън и Джули Плек, въз основа на поредицата със същото име от Л. Дж. Смит. Премиерата е на 10 септември 2009 г.
Действието на сериала се развива в измисленото градче Мистик Фолс в щата Вирджиния – малък град, преследван и заобиколен от свръхестествени същества. Поредицата проследява живота на Елена Гилбърт (Нина Добрев), която се влюбва във вампира Стефан Салваторе (Пол Уесли), а скоро се оказва уловена в любовен триъгълник между Стефан и неговия по-голям брат, Деймън (Иън Сомърхолдър), които едновременно са преследвани и от миналото, което са имали с Катрин Пиърс/Катерина Петрова. Сериалът също проследява живота на приятелите на Елена – Бони Бенет, могъща вещица и Кералайн Форбс, вампир.
По време на премиерата на „Дневниците на вампира“ в САЩ по канала CW на 10 септември 2009, е привлечена най-голямата аудитория на канала от 2006 нататък. Първият сезон има средно 3,6 милиона зрители, а следващите сезони са с публика от около 2 милиона зрители. На 16 февруари 2010 CW обявява, че сериалът е подновен за втори сезон, чиято премиера е на 9 септември 2010. На 15 септември 2011 е премиерата на трети сезон. На 3 май 2012 CW официално обявява, че сериалът е подновен и за четвърти сезон, който започва на 11 октомври 2012. На 11 февруари 2013 The CW обявява, че сериалът е подновен за пети сезон. На 13 февруари 2014 CW обявява, че сериалът е подновен за шести сезон, който започва на 2 октомври 2014. Шоуто получава многобройни номинации, печелейки четири награди „Изборът на публиката“ и Teen Choice.
На 6 април 2015 г. главната актриса Нина Добрев обявява, че напуска шоуто след заснемането на шести сезон. На 11 март 2016 г. CW обявява, че сериалът е подновен за осми сезон, а на 10 април става ясно, че той ще е последен.

## Сюжет

### Сезон 1
Четири месеца след трагичния инцидент с кола, който убива родителите им, 17-годишната Елена Гилбърт и нейният 15-годишен брат, Джеръми, все още се приспособяват към новата си действителност. Елена винаги е била бляскава ученичка: красива, известна и заета с училище и приятели, но сега тя се бори да скрие своята тъга от света. Елена и Джеръми сега живеят с готината, но потисна леля Джена, която прави всичко възможно да бъде готин родител. Елена успява да намери някаква утеха в нейния познат социален кръг – най-добрата ѝ приятелка Бони,приятелката ѝ Керълайн и бившето ѝ гадже Мат, но Джеръми е на по-опасен път, шлаейки се със странна компания и употребявайки наркотици, за да скрие болката си. Джеръми също се опитва да разбере защо сестрата на Мат, Вики, внезапно го отхвърля и излиза с конкурента на Джеръми, Тайлър.
Когато учебната година започва, Елена и нейните приятели са очаровани от красив и мистериозен нов ученик, Стефан Салваторе. Стефан и Елена веднага се привлечени един от друг, въпреки че Елена е озадачена от все по-странното поведение на Стефан, когато той се появява внезапно на гробището, където са погребани родителите ѝ. Това, което тя не осъзнава е, че Стефан крие тъмна и смъртоносна тайна – фактът, че той е вампир. На партито за първия учебен ден следващата вечер, Елена и Стефан тъкмо се опознават взаимно, когато настъпва хаос, след като Вики е нападната и оставена да кърви от грубо ухапване на врата.
Страхувайки се, че знае кой е отговорен за нападението, Стефан се връща вкъщи и намира по-големия си брат, Деймън, когото не е виждал от десетилетия. Деймън също е вампир и двамата братя имат дълга и горчива история. Деймън се присмива на Стефан, че отхвърля вроденото им насилие и жестокост, но той разбира обсебването на брат му от Елена, тъй като тя е двойница на жена от миналото на двамата братя, която те са обичали повече от век, която Деймън се е опитал да направи своя собствена. Сега тези двама братя вампири, единият добър, а другият зъл, са във война за душата на Елена и за душите на приятелите ѝ, семейството ѝ и всички жители на Мистик Фолс. Елена разбира тайната на Деймън и Стефан. Тя не иска повече да излиза със Стефан, но впоследствие приема всичко. Бони открива, че е вещица. Появява се и Анна, вампир от миналото на Стефан и Деймън. Тя иска да навреди на Елена и останалите, като за целта използва Джеръми, но двамата се влюбват. След като Деймън разбира, че не може да спечели Елена, той решава да намери Катрин, двойницата на Елена. Единственото което се знае за нея, е че е била пленена и затворена в гробница заедно с други вампири през 1864 година. С помощта на Бони и баба ѝ която също е вещица, той отваря гробницата, но с голяма изненада открива, че Катрин не е там. Но Анна успява да изведе майка си, един от затворените там вампири. Само че и останалите вампири от гробницата успяват да избягат и под ръководството на майката на Анна, искат да си върнат града и да си отмъстят за заточението си, като убият жителите на Мистик Фолс. Впоследствие повечето от тях са убити или напускат града. Бабата на Бони умира заради силното заклинание за гробницата, което я е изтощило твърде много. Бони обвинява за това Деймън и го намразва. Появява се Джон Гилбърт, който се смята, че е чичо на Елена и Джеръми, но по-късно се разбира, че е баща на Елена. Той иска да избие всички вампири и почти успява. За целта използва специално оръжие, което неутрализира вампирите. Всички те, без Стефан са затворени в помещение, което Джон запалва. Сред заловените вампири е и Анна, която умира лично убита от Джон, още преди той да запали пожара. Стефан спасява Деймън, но кмета Локууд умира.
Джеръми опитва да стане вампир, но не успява. Кералайн претърпява тежка катастрофа с Тайлър и Мат, но Деймън и дава от кръвта си и я спасява. Появява се Катрин, която всички мислят за Елена. Тя прави опит да убие Джон Гилбърт, но не успява и той си тръгва от града. Щом Катрин е в града всичко ще се промени.
Междувременно Деймън се "забавлява" със една от най-добрите приятелки на Елена - Кералайн Форбс ,която той изнасилва и малтретира с помощта на вампирските си сили ,храни се от нея и я използва за вършене на мръсната работа която той не може да свърши под зоркият поглед на Стефан върху него.

### Сезон 2
Катрин превръща Кералайн във вампир. Катрин се опитва да се събере със Стефан, но той отказва. Мейсън Локууд, върколак и малкият брат на кмета Локууд пристига в Мистик Фолс. Двамата с Катрин имат връзка, но Деймън го убива. Тайлър се превръща във върколак. Джеръми се влюбва в Бони и двамата започват да се срещат. След това се появява Илайджа, първороден вампир, който преследва Елена. Клаус, брат на Илайджа, върху когото има проклятие, се нуждае от Елена, за да го развали. За целта превръща Джена във вампир. По-късно убива нея и Джулс. Джон (бащата на Елена) също умира, за да спаси Елена. Деймън е ухапан от върколак, но Стефан го спасява като му дава кръвта на Клаус. В замяна, Стефан тръгва с Клаус и се завръща към „старото си аз“.

### Сезон 3
В трети сезон, вече 18-годишна, Елена продължава да вярва, че може да си върне Стефан, който е с Клаус месеци наред. Клаус разбира, че Елена не е мъртва и се връща със Стефан в Мистик Фолс. Джеръми и Мат започват да виждат духове, след като почти умират. По-късно духовете на вампирите, върколаците и вещиците се връщат в света на живите, но не за дълго, защото те биват върнати отново в света на мъртвите. Появява се Ребека – сестрата на Клаус и Илайджа. Елена разбира историята на първородните вампири и разкрива на Ребека, че Клаус е убил майка им. Майкъл, бащата на първородните, е пробуден от Катрин, за да убие Клаус, но Клаус го убива пръв. Стефан е освободен от Клаус, след като го спасява от Майкъл. Тайлър е превърнат в хибрид, което застрашава връзката му с Керълайн. Стефан открадва ковчезите, в които Клаус държи семейството си. Джеръми напуска града. Появява се Мередит Фел, докторка, отлично разпознаваща вампири. Цялото семейство на Клаус е съживено. В града стават странни убийства на Браян Уалтърс, Бил Форбс и опит за убийство над Аларик. Естер превръща Аларик във вампир, който има за цел да убие първородните. В стремежа си да спаси Елена, Мередит променя нещата завинаги, като превръща Елена в нейния най-голям кошмар.

### Сезон 4
Елена се изправя пред най-лошия си кошмар, когато се събужда след инцидента и разбира, че сега или трябва да премине през трансформацията или да се изправи пред сигурна смърт. Повече от всякога Деймън изпитва омраза към Мат, затова че той е жив, а Елена е вампир. Междувременно пастор Янг залавя Стефан, Елена и Ребека. Именно с кръвта на един от помощниците на пастора, Елена завършва трансформацията. Клаус се връща в тялото си, а пастор Йънг се самоубива, заедно с останалите членове на съвета, освен шериф Форбс и госпожа Локууд. Появява се професор Шейн, който разкрива на всички, че има лек за вампиризма, но трябва да се извършат още 2 масови убийства. Той постига това с помощта на Бони, като я обърква, учейки я на черна и опасна магия (изразяване), за която е нужна енергията от убийствата. Госпожа Локууд е убита от Клаус. Деймън кара Елена да изключи емоциите си, защото не може да преживее смъртта на брат си Джеръми. След това тя се променя изцяло. Започва отново да се храни от хора и не съжалява за това, което прави. Стефан и Деймън искат да ѝ дадат лека, за да стане отново човек и да бъде същата, каквато е била, преди да стане вампир. Катрин се появява и иска да бъде безсмъртна, като Сайлъс. Елена най-накрая избира един от братята. Благодарение на Бони, Джеръми се връща при живите, но тя умира. Елена дава лека на Катрин насила и тя се превръща в човек. Междувременно Стефан разбира, че е двойник на име Сайлъс.

### Сезон 5
В пети сезон героите се отправят към колежа. Сайлъс се появява и се преструва на Стефан. Скоро Елена и Деймън разбират, че това не е Стефан и се опитват да го намерят, но древната вещица Кеция ги изпреварва. Разказва им за историята на двойниците. Тя е доста могъща вещица, която разказва собствената си история – нейната и на Сайлъс, след което включва и най-първата двойничка – Амара. Едновременно с това всички разбират, че приятелката им Бони е мъртва. Керълайн и Тайлър късат, понеже Тайлър избира отмъщението пред любовта си към Керълайн. Клаус се появява в града, заедно със сестра си. Ребека помага на Мат, а Клаус и Керълайн имат специален момент в гората. Елена и Керълайн искат да разберат защо професор Максфийлд покрива смъртта на съквартирантката им Меган. По-късно Бони се съживява, благодарение на Кеция, и става котва за „Другата страна“. Кеция, Сайлъс и Амара умират, а Джеръми и Бони подновяват връзката си. Разкриват се много тайни от миналото на героите. Появява се старият приятел на Деймън – Енцо, както и дъщерята на Катрин – Надя. Разкрива се, че преди време Деймън и Енцо са били държани за експерименти от д-р Уитмор. Деймън се е спасил, можел е да остане с Енцо, но го е пренебрегнал. Така Енцо остава там за още 50 години.
В Мистик Фолс идват група хора, наречени Пътешествениците. Те имат специалната сила да обладават и да контролират телата на хората. Тялото на Катрин умира, понеже тя не може да намери лек за старостта си, а Кеция се самоубива, отказва да ѝ помогне и затова тя влиза в тялото на Елена, понеже е пътешественик. Не след дълго разбират, че Катрин е в тялото на Елена. Дъщерята на Катерина, Надя, е ухапана от Тайлър. За да спаси дъщеря си, Катрин иска помощ от д-р Максфийлд, но след като Деймън го убива, тя вече няма никаква надежда, за да я спаси. Когато отива, за да види за последно дъщеря си преди да умре, Катрин разбира, че я очаква и нейната смърт. Стефан убива Катерина с ножа, с който се убиват пътешественици, а Елена се връща в тялото си. Появява се нова вещица – Лив. Пътешествениците и лидерът им Маркос са решени да сложат край на всички вещерски магии, включително и на вампиризма, като слагат защитна бариера и свръхестествените същества не могат да влязат в Мистик Фолс. Стефан умира. Докато „Другата страна“ се разрушава, Деймън и Елена предизвикват експлозия, за да убият пътешествениците. Стефан, Елена, Тайлър, Енцо, Аларик и Люк, които са мъртви, се съживяват. Накрая Бони и Деймън изчезват заедно с „Другата страна“.

### Сезон 6
Деймън и Бони попадат в затворнически свят заклещени в 10 май 1994 г. По-късно разбират, че не са сами, и че при тях е заточен Кай – вещер, изгубил силите си, заточен след като почти е убил цялото си семейство. Аларик помага на Елена да приеме по-леко смъртта на Деймън и Бони. По желание на Елена, Аларик изтрива спомените ѝ с Деймън, кара я да забрави, че го е обичала. Мат и Аларик намират нови връзки. Деймън се завръща от затворническия свят, но Бони остава там. Елена не може да си спомни, че е обичала Деймън. Джеръми тъгува доста за загубата си, но отново Аларик успява да помогне на семейство Гилбърт. Малкият Гилбърт заминава и скоро след това Бони се завръща при приятелите си. Шериф Форбс умира и Керълайн изключва емоциите си. Впоследствие, Стефан също изключва своите, заради нея. Появяват се нови герои: Кай, който след като излиза от затворническия свят, убива Люк, който е негов брат; майката на Деймън и Стефан, която се оказва затворена в друг затворнически свят, но Деймън я спасява и после тя връща човечността на Стефан; Лили, майката на Стефан и Деймън иска да върне своето „семейство“, с което е прекарала последните 110 години в затворническия свят – еретиците, полу-вампири, полу-вещици; Сара, племенница на братята Салваторе, която Стефан пази в тайна от брат си. Елена отново иска и има възможност да бъде човек. Имат лека и тя го взима. Деймън иска да загуби вечната си безсмъртност заради любовта си към нея. Рик се жени за Джо, която е бременна с близнаци, но на сватбата се появява Кай и убива неродените деца, Джо и цялото сборище Джемини. Елена е вече човек, но Кай я е приспал. Тя ще се събуди чак когато Бони умре. Деймън убива Кай. Какво ще направи Деймън – ще жертва най-добрата си приятелка или ще пожертва любовта за следващите 60 – 70 години?

### Сезон 7
Еретиците на Лили се настаняват в Мистик Фолс. Мат решава да стане полицай и успява. На дипломирането на класа му се появяват еретиците на Лили и избиват присъстващите освен Мат, след като заедно с Кералайн поставят бомба с върбинка в дома им. „Семейството“ на Лили тероризира Мистик фолс, което принуждава шериф Донован да евакуира града. Керълайн и Стефан имат връзка. Деймън, Бони и Аларик са на пътешествие из Европа. Бебетата на Джо се оказват спасени и прехвърлени в тялото на Керълайн. Появяват се нови заплахи. Любимият на Лили – Джулиан се връща от камъка, заради който Аларик търси вещица в Европа за да върне Джо – камъкът Феникс. Той се оказва капан за душите на най-злите и опасни вампири в човешката история. Лили умира след спор с Джулиан, който държи Деймън. Камъкът феникс принадлежи на Рейна Круз – опасен ловец на вампири превърната в оръжие срещу чудовищата от шамани през 1843 г., когато Джулиан убива баща ѝ. С животите на осем „вечни“ шамани тя обикаля света и събира душите на вампира в камъка. Деймън и Стефан попадат в камъка за кратко, но Бони ги връща. Енцо открива свои роднини в „Арсенала“ – организация в чието подземие обитава нещо, което контролира хората и ги превръща в убийци. Енцо и Бони имат връзка. В края на сезона Мери Лу и Нора се самоубиват и унищожават камъка, а живота на Стефан остава свързан с този на Рейна. Бони се укрива от Арсенала, но застрашава живота си и Рейна се съгласява да прехвърли живота си на Бони, но не споменава някои подробности. За да спасят Бони от нейното проклятие, Деймън отива в Арсенала, който е обитаван от страховитото свръхестествено същество – вече на свобода, за да убие последния шаман, с който е свързан с живота на Бони. Той успява да я спаси навреме, но остава в капан в трезора, а по-късно и Енцо попада в същия капан.

### Сезон 8
Деймън и Енцо изчезват. Стефан, Керълайн и Бони ги търсят. Оказва се, че Деймън и Енцо са подчинени на злата сирена Сибил. След няколко месеца търсене Бони и Стефан намират Деймън и Енцо, но те не искат да се върнат при тях. Сибил прави всичко възможно Енцо и Деймън да и бъдат лоялни. Аларик и Керълайн се грижат за двете им деца – Лизи и Джоузи. Наемат бавачка Селийн, която се оказва сестра на Сибил също зла сирена. Между всички тези драми Стефан предлага на Керълайн да се оженят и тя приема. Появява се Кейт-създател на сирените, медиум и господар на ада. Селийн предлага на Кейт да вземе двете близначки Лизи и Джоузи в замяна на нея и Сибил. Но Стефан се жертва и предлага себе си и брат си на Кейт. Той приема, а Стефан се връща към „старото си аз“. По-късно Стефан убива Енцо, а Бони натиква лека за вампиризма в Стефан и си връща силите. Кейт убива Сибил и Селийн. Бони побеждава Кейт, но новият господар на ада е Катрин. Стефан се жени за Керълайн, а Бони му прощава за Енцо. Връща се Вики, умрялата сестра на Мат, както и майка ѝ. Те имат мисия да запалят и изгорят Мистик Фолс. Но Бони успява да вкара огъня в тунелите под Мистик Фолс. За да убият Катрин, Стефан се жертва и умира като дава лека за вампиризма на брат си. Бони прави заклинание и връща Елена към живот, като преди това успява да се сбогува със Стефан.

## Актьорски състав и герои
- Нина Добрев в ролята на Елена Гилбърт – Елена има любовна връзка със Стефан в първи и втори сезон. Мат е бившето ѝ гадже. Елена има огромна прилика с Катрин Пиърс или Катерина Петрова, защото е нейна двойница. В трети сезон започва да чувства нещо към Деймън, но все още е влюбена в Стефан. Разбира, че е дъщеря на Изабел и Джон. Клаус я преследва, защото тя е двойницата, която може да развали проклятието, ако бъде убита. Впоследствие открива, че му е нужна кръвта ѝ, за да може да създаде свое семейство от хибриди. В края на трети сезон Мередит ѝ дава вампирска кръв, за да я спаси, като Елена става вампир. В четвърти сезон започва връзка с Деймън, но в пети сезон се разделят за кратко.
- Нина Добрев в ролята на Катерина Петрова или Катрин Пиърс – по националност Катерина е българка, родена през 15 век. След като ражда незаконно дете, семейството ѝ я гони в Англия, където се запознава с Никлаус и Илайджа. Разбира, че Клаус иска да я жертва в ритуал и избягва. Превърната е във вампир от Роуз. Имала е връзка със Стефан и Деймън Салваторе. След като я мислят за мъртва, се завръща, за да се отърве от Клаус. В края на четвърти сезон става човек, след като е принудена да вземе лека. Тя открива дъщеря си Надя Петрова. Разбирайки че ще умре, се вселява в тялото на Елена като пътешественик. По-късно умира.
- Пол Уесли в ролята на Стефан Салваторе – добросърдечен и нежен вампир, и пълна противоположност на своя по-голям брат Деймън Салваторе. По-късно в сериала Стефан се връща към старите си начини на живот като „изкормвачът“, за да спаси Деймън от ухапването на върколак. В крайна сметка се връща в добросърдечената си и грижовна форма. Стефан е двойник на Сайлъс, първият безсмъртен в света, чиято душа е над 2000 години.
- Иън Сомърхолдър в ролята на Деймън Салваторе – злият брат на Стефан, който първоначално е антигерой. Смята се, че е егоист и манипулатор, но по-късно в сериала е показан в друга светлина. След като Стефан се завръща към старите си навици в храненето, Деймън се оказва по-добрият брат. През този период между него и Елена започват да се образуват по-сложни взаимоотношения, които се развиват в нещо повече. Те започват да се срещат след края на четвърти сезон.
- Сара Канинг в ролята на Джена Съмърс – лелята на Елена и Джеръми, техен настойник, превърната във вампир от Клаус. Гадже на Аларик Салцман. В края на втори сезон Клаус я убива.
- Стивън Маккуин в ролята на Джеръми Гилбърт – по-малкия брат на Елена, който всъщност се оказва неин доведен брат и неин братовчед. Има връзка с Бони. В четвърти сезон е убит от Сайлъс. В края на четвърти сезон е съживен от Бони.
- Кет Греъм в ролята на Бони Бенет – най-добрата приятелка на Елена и Керълайн. Много силна вещица, която умира, след като възкресява Джеръми в края на четвърти сезон. Връща се към живота, но като котва между „другата страна“. По-късно е използвана като вратичка, през която Маркос да се върне от мъртвите. Аларик, Тайлър, Елена, Стефан и Люк преминават през нея, за да се върнат в света на живите, но след това тя, заедно с Деймън, отиват в неизвестно място, тъй като „другата страна“ е унищожена, където е в капан с Кай през 1994. Умира доста пъти, но накрая успява да се съживи. Има връзка с Енцо.
- Кандис Акола в ролята на Керълайн Форбс – най-добрата приятелка на Елена и Бони, която е несигурна и в началото от време на време е съперник с Елена. Превръща се във вампир, а личността ѝ става по-зряла и уравновесена. Има връзка с Тайлър, която започва в трети сезон и приключва в пети.
- Зак Роуриг в ролята на Мат Донован – приятел на Елена от детството и бивш неин приятел. Среща се с Керълайн, но после са само приятели.
- Майкъл Тревино в ролята на Тайлър Локууд – върколак, който по-късно се превръща в хибрид. Най-добрият приятел на Джеръми и Мат, също така и син на кмета на града.
- Мат Дейвис в ролята на Аларик Салцман – учител по история, ловец на вампири и приятел на Джена. Превърнат е във вампир от Естер. Умира в края на трети сезон, но се съживява в края на пети.
- Майкъл Маларки в ролята на Енцо – вампир и приятел на Деймън. През 50-те двамата са били част от експериментите на д-р Уитмор в обществото Августин. Търси приятелката си Маги Джеймс. В пети сезон изключва човечността си и кара Стефан да изтръгне сърцето му. В шести сезон е обсебен от това да унищожи щастието на Стефан. Гадже на Бони Бенет.
- Джоузеф Морган в ролята на Никлаус Майкълсън – хибрид, полу брат на Илайджа, Ребека, Фин и Кол. Върху него има проклятие, което заключва върколашката му страна. Има чувства към Керълайн. В четвърти сезон заминава за Ню Орлиънс.

## Списък с епизоди
| Сезон | Подзаглавие                                                        | Епизоди | Време на излъчване                                        | Сезонна премиера и рейтинг (в милиони) | Финал на сезона и рейтенг (в милиони) | Среден рейтинг (в милиони) |
| ----- | ------------------------------------------------------------------ | ------- | --------------------------------------------------------- | -------------------------------------- | ------------------------------------- | -------------------------- |
| 1     | „Любовта е гадна“ („Love sucks“)                                   | 22      | Четвъртък, 20:00 ч. САЩ                                   | 10 септември 2009 г. (4.91)            | 13 май 2010 г. (3.47)                 | 3.66                       |
| 2     | „Годината на Катерина“ („The year of the Katherine“)               | 22      | Четвъртък, 20:00 ч. САЩ                                   | 9 септември 2010 г. (3.36)             | 12 май 2011 г. (2.86)                 | 3.17                       |
| 3     | „Годината на първородните“ („The year of the Originals“)           | 22      | Четвъртък, 20:00 ч. САЩ                                   | 15 септември 2011 г. (3.10)            | 10 май 2012 г. (2.53)                 | 2.81                       |
| 4     | „Годината на превръщането“ („The year of transition“)              | 23      | Четвъртък, 20:00 ч. САЩ                                   | 11 октомври 2012 г. (3.18)             | 16 май 2013 г. (2.24)                 | 2.97                       |
| 5     | „Годината на двойника“ („The year of the doppelganger“)            | 22      | Четвъртък, 20:00 ч. САЩ                                   | 3 октомври 2013 г. (2.59)              | 15 май 2014 г. (1.61)                 | 2.68                       |
| 6     | „Всички заклинания пречупват свободата“ („All spell breaks loose“) | 22      | Четвъртък, 20:00 ч. САЩ                                   | 2 октомври 2014 г. (1.81)              | 14 май 2015 г. (1.44)                 | 2.25                       |
| 7     | „Разбитото сърце е вечно“ („Heartbreak is eternal“)                | 22      | Четвъртък, 20:00 ч. САЩ (2015) Петък, 20:00 ч. САЩ (2016) | 8 октомври 2015 г. (1.38)              | 13 май 2016 г. (1.04)                 | 1.95                       |
| 8     | „Краят се пробужда“ („The end awakens“)                            | 16      | Петък, 20:00 ч. САЩ                                       | 21 октомври 2016 г. (0.98)             | 10 март 2017 г. (1.15)                | 1.71                       |

## Награди и номинации
| Година | Категория                                      | Номиниран                                 | Резултат   |
| ------ | ---------------------------------------------- | ----------------------------------------- | ---------- |
| 2010   | Favorite New TV Drama                          | The Vampire Diaries                       | Печели     |
| 2010   | Favorite Sci-Fi/Fantasy show                   | The Vampire Diaries                       | Номиниран  |
| 2010   | Best Network Series                            | The Vampire Diaries                       | Номиниран  |
| 2010   | Choice TV Breakout show                        | The Vampire Diaries                       | Печели     |
| 2010   | Choice TV show: Fantasy/Sci-Fi                 | The Vampire Diaries                       | Печели     |
| 2010   | Choice TV Breakout Star: Male                  | Paul Wesley                               | Печели     |
| 2010   | Choice TV Breakout Star: Female                | Nina Dobrev                               | Печели     |
| 2010   | Choice TV Actor: Fantasy/Sci-Fi                | Paul Wesley                               | Печели     |
| 2010   | Choice TV Actress: Fantasy/Sci-Fi              | Nina Dobrev                               | Печели     |
| 2010   | Choice TV Female Scene Stealer                 | Katerina Graham                           | Номинирана |
| 2010   | Choice Male Hottie                             | Ian Somerhalder                           | Номиниран  |
| 2010   | Choice TV Villain                              | Ian Somerhalder                           | Печели     |
| 2010   | Making Their Mark                              | Nina Dobrev                               | Печели     |
| 2010   | Cast to Watch                                  | Nina Dobrev, Paul Wesley, Ian Somerhalder | Печелят    |
| 2011   | Favorite TV Actor – Supporting Role in a Drama | Michael Trevino                           | Номиниран  |
| 2011   | Favorite TV Drama                              | The Vampire Diaries                       | Номиниран  |
| 2011   | Favorite Sci-Fi/Fantasy show                   | The Vampire Diaries                       | Номиниран  |
| 2011   | Favorite TV Drama Actor                        | Ian Somerhalder                           | Номиниран  |
| 2011   | Best Network Series                            | The Vampire Diaries                       | Номиниран  |
| 2011   | Choice TV Show: Fantasy/Sci-Fi                 | The Vampire Diaries                       | Печели     |
| 2011   | Choice TV Actor: Fantasy/Sci-Fi                | Paul Wesley                               | Номиниран  |
| 2011   | Choice TV Actor: Fantasy/Sci-Fi                | Ian Somerhalder                           | Печели     |
| 2011   | Choice TV Actress: Fantasy/Sci-Fi              | Nina Dobrev                               | Печели     |
| 2011   | Choice TV Male Scene Stealer                   | Michael Trevino                           | Печели     |
| 2011   | Choice TV Female Scene Stealer                 | Katerina Graham                           | Печели     |
| 2011   | Choice TV Vampire                              | Ian Somerhalder                           | Номиниран  |
| 2011   | Choice TV Vampire                              | Nina Dobrev                               | Номинирана |
| 2011   | Choice TV Vampire                              | Paul Wesley                               | Номиниран  |
| 2011   | Choice Male Hottie                             | Ian Somerhalder                           | Номиниран  |
| 2011   | Choice Female Hottie                           | Nina Dobrev                               | Номинирана |
| 2011   | Choice TV Villain                              | Joseph Morgan                             | Номиниран  |
| 2011   | Rockin' Actor TV                               | Steven R. McQueen                         | Номиниран  |
| 2011   | Rockin' Actress TV                             | Katerina Graham                           | Номинирана |
| 2011   | Rockin’ Ensemble Cast TV/Drama                 |                                           | Номиниран  |
| 2012   | Favorite TV Actor – Supporting Role in a Drama | Michael Trevino                           | Номиниран  |
| 2012   | Best TV Drama                                  | The Vampire Diaries                       | Номиниран  |
| 2012   | Best TV Star: Male                             | Ian Somerhalder                           | Номиниран  |
| 2012   | Favorite TV Drama                              | The Vampire Diaries                       | Номиниран  |
| 2012   | Favorite Sci-Fi/Fantasy show                   | The Vampire Diaries                       | Номиниран  |
| 2012   | Favorite TV Drama Actor                        | Ian Somerhalder                           | Номиниран  |
| 2012   | Favorite TV Drama Actress                      | Nina Dobrev                               | Печели     |
| 2012   | Best Youth-Oriented Television Series          | The Vampire Diaries                       | Номиниран  |
| 2012   | Choice TV Show: Fantasy/Sci-Fi                 | The Vampire Diaries                       | Печели     |
| 2012   | Choice TV Actor: Fantasy/Sci-Fi                | Ian Somerhalder                           | Печели     |
| 2012   | Choice TV Actor: Fantasy/Sci-Fi                | Paul Wesley                               | Номиниран  |
| 2012   | Choice TV Actress: Fantasy/Sci-Fi              | Katerina Graham                           | Номинирана |
| 2012   | Choice TV Actress: Fantasy/Sci-Fi              | Nina Dobrev                               | Печели     |
| 2012   | Choice TV Male Scene Stealer                   | Michael Trevino                           | Печели     |
| 2012   | Choice TV Female Scene Stealer                 | Candice Accola                            | Печели     |
| 2012   | Choice Male Hottie                             | Ian Somerhalder                           | Печели     |
| 2012   | Choice TV Villain                              | Joseph Morgan                             | Номиниран  |
| 2013   | Favorite Sci-Fi/Fantasy show                   | The Vampire Diaries                       | Номиниран  |
| 2013   | Favorite TV Drama Actor                        | Ian Somerhalder                           | Номиниран  |
| 2013   | Favorite TV Drama Actor                        | Paul Wesley                               | Номиниран  |
| 2013   | Favorite TV Drama Actress                      | Nina Dobrev                               | Номинирана |
| 2013   | Favorite TV Fan Following                      | TVDFamily                                 | Номиниран  |
| 2013   | Best Youth-Oriented Television Series          | The Vampire Diaries                       | Номиниран  |
| 2013   | Choice TV Show: Fantasy/Sci-Fi                 | The Vampire Diaries                       | Печели     |
| 2013   | Choice TV Actor: Fantasy/Sci-Fi                | Ian Somerhalder                           | Печели     |
| 2013   | Choice TV Actor: Fantasy/Sci-Fi                | Paul Wesley                               | Номиниран  |
| 2013   | Choice TV Actress: Fantasy/Sci-Fi              | Katerina Graham                           | Номинирана |
| 2013   | Choice TV Actress: Fantasy/Sci-Fi              | Nina Dobrev                               | Печели     |
| 2013   | Choice TV Female Scene Stealer                 | Candice Accola                            | Номинирана |
| 2013   | Choice TV Male Scene Stealer                   | Steven R. McQueen                         | Номиниран  |
| 2013   | Choice TV Villain                              | Joseph Morgan                             | Номиниран  |
| 2014   | Ship of the Year                               | Damon Salvatore и Elena Gilbert           | Печелят    |
| 2014   | Favorite Sci-Fi/Fantasy show                   | The Vampire Diaries                       | Номиниран  |
| 2014   | Favorite Sci-Fi/Fantasy TV Actor               | Ian Somerhalder                           | Печели     |
| 2014   | Favorite Sci-Fi/Fantasy TV Actress             | Nina Dobrev                               | Номинирана |
| 2014   | Favorite On Screen Chemistry                   | Damon Salvatore и Elena Gilbert           | Печелят    |
| 2014   | Best Youth-Oriented Television Series          | The Vampire Diaries                       | Номиниран  |
| 2014   | Choice TV Show: Fantasy/Sci-Fi                 | The Vampire Diaries                       | Печели     |
| 2014   | Choice TV Actor: Sci-Fi/Fantasy                | Ian Somerhalder                           | Печели     |
| 2014   | Choice TV Actor: Sci-Fi/Fantasy                | Paul Wesley                               | Номиниран  |
| 2014   | Choice TV Actress: Sci-Fi/Fantasy              | Nina Dobrev                               | Номинирана |
| 2014   | Choice TV Actress: Sci-Fi/Fantasy              | Kat Graham                                | Номинирана |
| 2014   | Choice Male Hottie                             | Ian Somerhalder                           | Номиниран  |
| 2014   | Choice TV Villain                              | Paul Wesley                               | Номиниран  |
| 2014   | Choice TV Male Scene Stealer                   | Michael Trevino                           | Номиниран  |
| 2014   | Choice TV Female Scene Stealer                 | Candice Accola                            | Печели     |
| 2014   | Fan Favorite Actor – Female                    | Nina Dobrev                               | Номинирана |
| 2014   | Best Threesome                                 | Nina Dobrev, Paul Wesley, Ian Somerhalder | Печелят    |
| 2014   | Best Cast Chemistry – TV                       | The Vampire Diaries                       | Номиниран  |
| 2015   | Favorite Sci-Fi/Fantasy show                   | The Vampire Diaries                       | Номиниран  |
| 2015   | Favorite Sci-Fi/Fantasy TV Actor               | Ian Somerhalder                           | Номиниран  |
| 2015   | Favorite Sci-Fi/Fantasy TV Actor               | Paul Wesley                               | Номиниран  |
| 2015   | Favorite Sci-Fi/Fantasy TV Actress             | Nina Dobrev                               | Номинирана |
| 2015   | Favorite TV Duo                                | Ian Somerhalder & Nina Dobrev             | Печели     |
| 2015   | Best Youth-Oriented Television Series          | The Vampire Diaries                       | Номиниран  |
| 2015   | Choice TV Show: Fantasy/Sci-Fi                 | The Vampire Diaries                       | Печели     |
| 2015   | Choice TV Actor: Sci-Fi/Fantasy                | Ian Somerhalder                           | Номиниран  |
| 2015   | Choice TV Actor: Sci-Fi/Fantasy                | Paul Wesley                               | Номиниран  |
| 2015   | Choice TV Actress: Sci-Fi/Fantasy              | Nina Dobrev                               | Печели     |
| 2015   | Choice TV Actress: Sci-Fi/Fantasy              | Candice Accola                            | Номинирана |
| 2015   | Choice TV: Scene Stealer                       | Kat Graham                                | Номинирана |
| 2015   | Choice TV: Chemistry                           | Kat Graham и Ian Somerhalder              | Номинирани |
| 2015   | Choice TV: Liplock                             | Candice Accola и Paul Wesley              | Номинирани |
| 2015   | Choice TV: Liplock                             | Nina Dobrev и Ian Somerhalder             | Печелят    |

## „Дневниците на вампира“ в България
В България сериалът започва излъчване на 29 октомври 2011 по bTV Cinema, всяка събота и неделя от 10:00 с повторение в 18:00. Първи сезон завършва на 8 януари 2012. На 14 януари 2012 започва втори сезон със същото разписание и завършва на 25 март 2012. На 10 април 2013 започва повторението на първи сезон с разписание всеки делник от 20:00 и повторения на следващия ден от 16:00, 17:00 и 19:00 и завършва на 9 май. На 10 май започва втори сезон със същото разписание и завършва на 10 юни. На 11 юни стартира трети сезон с разписание всеки делник от 20:00 с повторение единствено от 19:00 на следващия ден и завършва на 10 юли. На 10 юли 2013 стартира премиерно четвърти сезон с разписание всеки делник от 23:00 с повторение на следващия ден от 20:00 и завършва на 9 август. На 15 ноември започва отново първи сезон с разписание всеки делник от 13:00 с повторение от 10:00. Първи сезон завършва на 16 декември. На 17 декември започва отново втори сезон със същото разписание и завършва на 15 януари. На 16 януари започва трети сезон с разписание всеки делник от 13:00 с повторение от 10:00 и завършва на 14 февруари. На 16 юни започва отново трети сезон с разписание всеки делник от 19:00 с повторение на следващия ден от 18:00 и завършва на 15 юли. На 26 май 2015 започва отново трети сезон с разписание всеки делник от 23:00 с повторение на следващия ден от 20:00 и завършва на 24 юни. На 26 юни започва отново четвърти сезон с разписание всеки делник от 23:00 с повторение на следващия ден от 20:00 и завършва на 27 юли. На 28 юли започва премиерно пети сезон с разписание всеки делник от 23:00 с повторение на следващия ден от 20:00 и приключва на 26 август. на 27 август започва премиерно шести сезон с разписание всеки делник от 23:00 с повторение на следващия ден от 20:00 и завършва на 25 септември. На 15 октомври започва отново четвърти сезон от 09:00, като от 16 октомври вече се излъчва всеки делник след 14:00 с повторение от 09:00 и завършва на 13 ноември. На 10 май 2016 започва отново четвърти сезон с разписание всеки делник от 13:00 по два епизода с повторение от 06:00 и завършва на 24 май. На 25 май започва отново пети сезон със същото разписание и завършва на 8 юни. На 28 юли започва за пореден път пети сезон с разписание всеки делник от 13:00 по два епизода с повторение от 06:00 и завършва на 11 август. На 10 август започва отново шести сезон с разписание всеки делник от 20:00 с повторение от 02:00 и 08:00 и завършва на 8 септември. На 9 септември започва премиерно седми сезон с разписание всеки делник от 20:00 с повторение от 02:00 и 08:00 и завърши на 10 октомври. На 31 октомври започва отново четвърти сезон с разписание всеки делник от 15:00 с повторение от 09:00 и завършва на 30 ноември. На 1 декември започва отново пети сезон с разписание всеки делник от 15:00 с повторение от 09:00 и завършва на 30 декември. На 2 януари 2017 започва отново шести сезон с разписание всеки делник от 15:00 с повторение от 09:00 и завършва на 31 януари. На 1 февруари започва отново седми сезон с разписание всеки делник от 15:00 с повторение от 09:00 и завършва на 2 март. На 30 октомври 2017 г. започва осми сезон от 11:30 с разписание всеки делничен ден по два епизода, а часът варира между 11:15, 11:30 и 11:45. Последният епизод е излъчен на 8 ноември. Ролите се озвучават от артистите Ангелина Славова, Елена Бойчева, Иван Петков от първи до четвърти сезон, Росен Русев от пети до осми, Петър Бонев и Момчил Степанов. От първи до четвърти сезон дублажът е на bTV, а от пети до осми е на студио VMS.
На 8 януари 2013 започва излъчване на първи сезон по bTV с разписание от вторник до събота в 00:00 и завършва на 6 февруари. На 7 февруари започва втори сезон с разписание от вторник до събота в 00:00, като от 11 февруари вече се излъчва всеки делник в 23:30 и завършва на 8 март. На 11 март, премиерно за България, започва трети сезон с разписание всеки делник в 23:30, като завършва на 9 април. На 6 март 2016 г. започва четвърти сезон с разписание всяка неделя от 02:30, като от 12 юни вече се излъчва всяка неделя от 01:00 и приключва на 7 август. На 18 ноември 2017 г. започва пети сезон с разписание всяка събота и неделя от 00:00 и завършва на 4 февруари 2018 г. На 10 февруари започва шести сезон с разписание всяка събота и неделя от 00:00.
На 17 февруари 2014 започва излъчване на първи сезон по Diva Universal с разписание всеки понеделник от 21:00 и повторение във вторник от 23:00, в сряда от 22:00, в събота от 20:00 и в неделя от 23:10. Първи сезон завършва на 14 юли. На 2 февруари 2015 г. започва втори сезон с разписание всеки понеделник от 21:00.
На 23 май 2023 г. започва първи сезон по Фокс Лайф. На 21 юли започва втори сезон. Дублажът е записан наново в Андарта Студио. Ролите се озвучават от Гергана Стоянова, Христина Ибришимова, Димитър Иванчев, Сотир Мелев и Виктор Иванов. Преводът е на Силвина Димитрова.

## Излъчване в други страни
| Държава                | Канал           |
| ---------------------- | --------------- |
| Аржентина              | WBTV            |
| Австралия              | Go!             |
| Белгия                 | VT4             |
| Бразилия               | WBTV            |
| България               | bTV, bTV Cinema |
| Канада                 | CTV, MuchMusic  |
| Колумбия               | WBTV            |
| Коста Рика             | WBTV            |
| Доминиканска република | WBTV            |
| Франция                | TF1             |
| Германия               | ProSieben       |
| Гърция                 | Star Channel    |
| Гватемала              | WBTV            |
| Китай                  | TVB             |
| Иран                   | MBC Persia      |
| Ирландия               | TV3             |
| Италия                 | Mya, Italia 1   |
| Малайзия               | 8TV             |
| Мексико                | WBTV            |
| Нова Зеландия          | TV2             |
| Норвегия               | TVNorge         |
| Парагвай               | WBTV            |
| Панама                 | WBTV            |
| Филипините             | IBC, Solar TV   |
| Перу                   | WBTV            |
| Полша                  | nFilmHD         |
| Португалия             | RTP1            |
| Сингапур               | mio TV          |
| Република Южна Африка  | Vuzu            |
| Испания                | RTVE, TNT       |
| Швеция                 | TV6             |
| Тайланд                | True Series     |
| Турция                 | MyMax           |
| Великобритания         | ITV2            |
| САЩ                    | The CW          |
| Уругвай                | WBTV, Fuse TV   |
| Венецуела              | WBTV            |
| Словения               | POP TV          |
| Сърбия                 | PRVA            |